# Gaertnera bieleri
Gaertnera bieleri är en måreväxtart som först beskrevs av De Wild., och fick sitt nu gällande namn av Ernest Marie Antoine Petit. Gaertnera bieleri ingår i släktet Gaertnera och familjen måreväxter. Inga underarter finns listade i Catalogue of Life.